# Duntroonornis parvus
Duntroonornis parvus — викопний вид пінгвінів, що існував впродовж пізнього олігоцену (27-25 млн років тому). Викопні рештки виявлені у відкладеннях формації Кокоаму Грінсанд (Kokoamu Greensand) поблизу міста Дантрун у Новій Зеландії. Описаний у 1952 році з решток лівої цівки. Фосилії, які згодом знайдені у долині річки Гакатарамеа, можуть також належати до цього виду.